# Ledernacken (Band)
Ledernacken ist eine deutsche Band (eigentlich ist Ledernacken der Künstlername von Folke Jensen), die vor allem in den 1980er und 1990er Jahren mehrere Erfolge vor allem in der amerikanischen „Underground“ Clubszene hatte.

## Geschichte
Der musikalische Stil der ersten Jahre war ein Mix aus Elektronik, Hard Rock, Dancefloor, untermalt von ethno-afrikanischen Rhythmen. Gesungen wurde auf Deutsch und Englisch. Aufgrund der als sexistisch und gewalttätig aufgefassten Texte wurde sie kaum im Radio gespielt.
Ihr größter Erfolg war die Single Amok!, die in der Clubszene der 1980er Jahre gespielt wurde. Die Musiker sind und waren auch in zahlreichen anderen Projekten engagiert, z. B.: Folke Jensen: Tilman Rossmy Quartett, Saal 2; Hayo Panarinfo: Beats 4 U, Boytronic, Extravaganza, F.r.e.u.d., Matiz, AC 16, Polyphonic, Soulife, Triggertrax, U 96.

## Diskografie

### Singles
- Amok!, 1983
- Ich Will Dich Essen, 1984
- Shimmy And Shake, 1985
- The Drums Of Matumba, 1985
- Do The Boogaloo, 1987
- Let Yourself Go, 1988
- Rubber Johnny, 1988
- Wheelin’ & Dealin’, 1989
- Heavy Metal, 1989
- Why don’t we do it in the road, 1990

### Alben
- Double Album, 1984 DoLP
- First Album, 1985 LP
- Boogaloo & Other Natty Dances, 1987 LP/CD
- Sex Metal,  1987 LP/CD
- L, 1994 CD
- Drill, 2019